# امیدزاف، غنا
امیدزاف، غنا (به لاتین: Amedzofe, Ghana) یک منطقهٔ مسکونی در غنا است که در منطقه ولتا واقع شده‌است.